# NGC 7269
NGC 7269 is een spiraalvormig sterrenstelsel in het sterrenbeeld Waterman. Het hemelobject werd in 1886 ontdekt door de Britse astronoom Francis Preserved Leavenworth.

## Synoniemen
- MCG -2-57-5
- IRAS 22231-1325
- PGC 68841